# Hodolany
Hodolany (Duits: Hodolein) is een wijk en kadastrale gemeente in het zuiden van de Tsjechische statutaire stad Olomouc. Gedurende enkele jaren, vanaf 1913, gold het als een stad, Maar in 1919 besloot de regering van het pas onafhankelijke Tsjechoslowakije om Hodolany en enkele andere gemeentes met de toen nog vrij kleine stad Olomouc samen te voegen. In de wijk bevindt zich het belangrijkste station van de stad, Olomouc hlavní nádraží. Aan de oostkant van het station is in een voormalige locomotiefloods het Muzeum ČD v Olomouci gevestigd. Vlak na de Tweede Wereldoorlog was er een interneringskamp voor Duitsers (1945-1946).

## Geschiedenis
- 1228 – Eerste vermelding van Hodolany.
- 1913 – Hodolany krijgt van keizer Frans Jozef I van Oostenrijk stadsrechten.
- 1919 – Hodolany wordt opgeslokt door de stad Olomouc.

## Geboren in Hodolany
- David Weinstein (1874 – 1939)

## Aanliggende (kadastrale) gemeenten
| Aanliggende (kadastrale) gemeenten1 | Aanliggende (kadastrale) gemeenten1 | Aanliggende (kadastrale) gemeenten1 | Aanliggende (kadastrale) gemeenten1 | Aanliggende (kadastrale) gemeenten1 |
| ----------------------------------- | ----------------------------------- | ----------------------------------- | ----------------------------------- | ----------------------------------- |
| Olomouc-město                       |                                     | Bělidla                             |                                     | Chválkovice                         |
|                                     |                                     |                                     |                                     |                                     |
|                                     | Bystrovany                          |                                     |                                     |                                     |
|                                     |                                     |                                     |                                     |                                     |
| Nové Sady                           |                                     | Nový Svět                           |                                     | Holice                              |

1De cursief geschreven namen zijn andere kadastrale gemeenten in Olomouc.
Bělidla ·
Černovír ·
Droždín ·
Chomoutov ·
Chválkovice ·
Hejčín ·
Hodolany ·
Holice ·
Klášterní Hradisko ·
Lazce ·
Lošov ·
Nedvězí ·
Nemilany ·
Neředín ·
Nová Ulice ·
Nové Sady ·
Nový Svět ·
Olomouc-město ·
Pavlovičky ·
Povel ·
Radíkov ·
Řepčín ·
Slavonín ·
Svatý Kopeček ·
Topolany ·
Týneček